# Canción de la vacuna
Canción de la vacuna, también conocida como El brujito de Gulubú, es una canción infantil compuesta por la escritora María Elena Walsh.

## Descripción
El tema hace referencia a las tropelías de un brujo travieso, que con sus fechorías aterrorizaba a los habitantes de un pueblecito llamado Gulubú, hasta que un médico que arribó al lugar, consiguió poner orden, mediante la aplicación de una vacuna.
La canción fue estrenada en la voz de la propia compositora, junto a la artista Leda Valladares (en el dúo que ambas habían formado, Leda y María) en un espectáculo musical en la Sala Casacuberta del Teatro Municipal General San Martín de Buenos Aires, en 1962. Ese mismo año se publicaba bajo la discográfica Disco Plin en el LP Canciones para mirar.

## Versiones
En Argentina fue versionada por el Cuarteto Zupay en su LP Canciones infantiles (1986), Más tarde fue interpretada por Patricia Sosa en el álbum homenaje Cantamos a María Elena Walsh (1997).
En España la canción alcanzó un enorme éxito doce años más tarde, cuando se incluyó, con la voz de Rosa León, en la banda sonora del programa infantil de Televisión española Cuentopos (1974), que contaba con los guiones de la propia María Elena Walsh. La canción se incluyó en el LP recopilatorio de las canciones del programa, contando con arreglos de Ramón Arcusa. Décadas después, en los 2010, pasó a formar parte del repertorio musical de la banda infantil española Cantajuego. El 29 de septiembre de 2017 fue interpretada por en el talent show español Tu cara me suena por el humorista Raúl Pérez Ortega.